# أسامة السويداني
أسامة السويداني (مواليد 10 مارس 2004) هو لاعب كرة قدم سعودي لعب سابقاً في نادي الجبلين.